# Wilton-Fijenoord

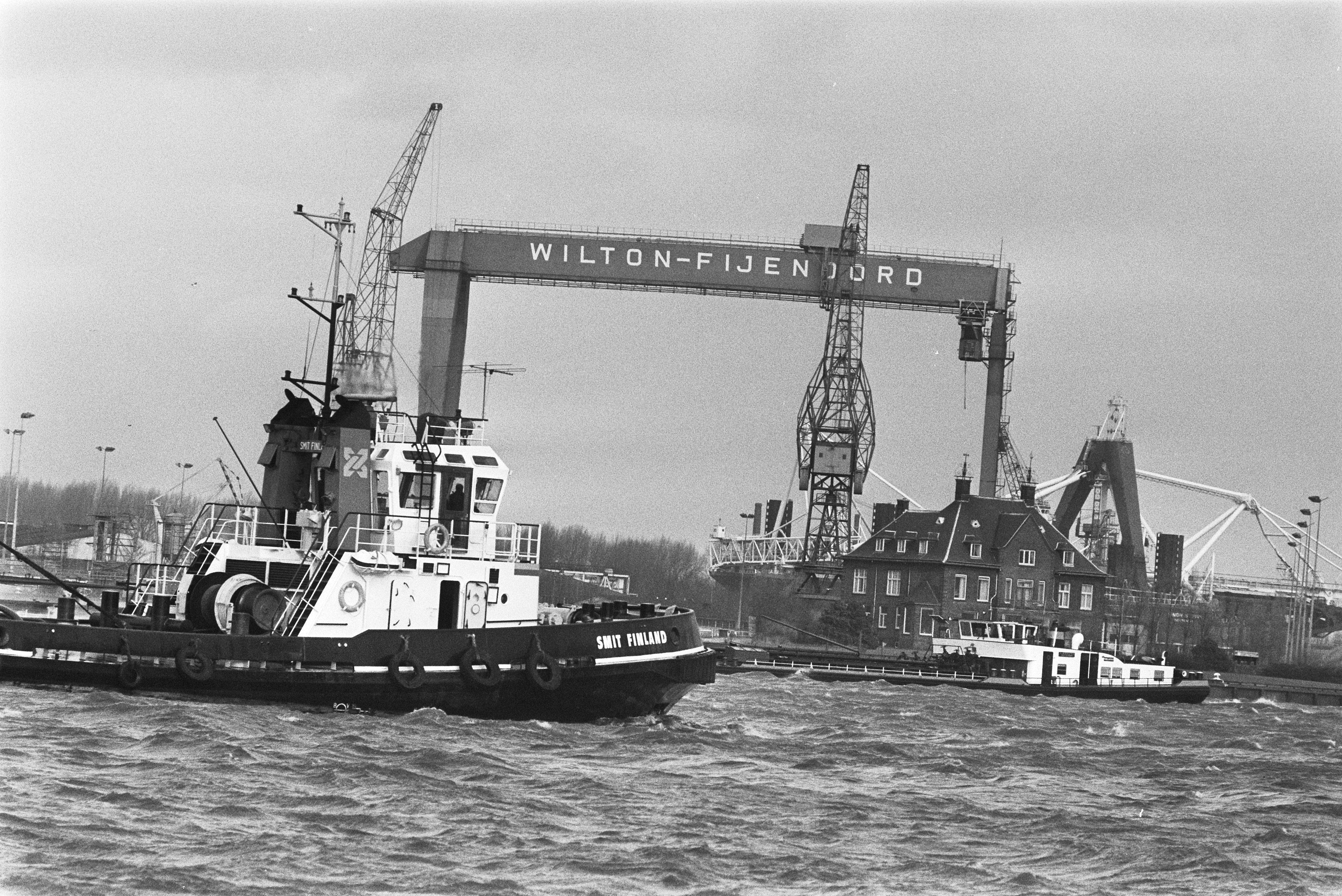
Wilton-Fijenoord, Werft für Schiffsreparaturen in Schiedam (1984)

Die niederländische Schiffswerft NV Dok en Werf Maatschappij Wilton-Fijenoord bestand von 1929 bis 1999. Das Unternehmen aus Schiedam betrieb Schiffbau und -reparatur, sowie Schiffsmaschinenbau. 1988 wurde die Neubauabteilung geschlossen, die Schiffsreparatur wurde als Damen Shiprepair Rotterdam BV fortgeführt.

## Geschichte
Die Wurzeln von Wilton-Fijenoord gehen auf die 1825 von Gerhard Moritz Roentgen und der Reederei Nederlandsche Stoomboot Maatschappij im Rotterdamer Süden gegründeten Schiffsmaschinenbaubetrieb Etablissement Fijenoord, zurück. Der Betrieb auf dem Gelände des ehemaligen Rotterdamer Pesthauses stellte Schiffsdampfmaschinen her. Da die holländischen Reeder nicht auf die Kompetenzen der eigenen Schiffbauer vertrauten und große Schiffe nur in Großbritannien bauen ließen, baute Fijenoord, die bisher nur die Dampfmaschinen geliefert hatte, ein eigenes größeres Schiff auf eigene Rechnung. Diese Strategie ging um 1880 auf. Die Aufträge mehrten sich und im Jahr 1895 benannte man den Betrieb den erweiterten Aufgaben entsprechend in Maatschappij voor Scheeps- en Werktuigbouw Fijenoord um. Im Ersten Weltkrieg machte die Werft hohe Profite und konnte nach dem Krieg ihre Anlagen rekonstruieren.
Rund dreißig Jahre nach Fijenoord, im Jahr 1854, gründete Bartel Wilton mit Unterstützung von Willem Ruys eine Schmiede. Wiltons Betrieb entwickelte sich, unter Umständen durch Einwirkung von Ruys, mehr und mehr von einer herkömmlichen zu einer Schiffbauschmiede, die 1875 schon 35 Mann beschäftigte. Im Jahr 1876 erwarb Wilton schließlich ein Gelände am Westseedeich Rotterdams, an dem er einen Hafen aushob und eine Querhelling errichtete. Hier firmierte das 1895 mit einem Kapital von 300.000 Gulden gegründete Unternehmen als NV Machinefabriek B. Wilton. Später benannte sich der Betrieb in Wilton’s Machinefabriek en Scheepswerf um. Auch Wilton entwickelte sich in den folgenden Jahrzehnten und verlegte seinen wachsenden Betrieb zwischenzeitlich nach Schiedam.
Wilton’s Machinefabriek gründete 1921 eine Holding-Gesellschaft mit Anteilen im Wert von 25 Millionen Gulden und schloss 1927 eine Übereinkunft zur Zusammenarbeit mit der Maatschappij Fijenoord, bevor beide Unternehmen 1929 schließlich zur Dok- en Werfmaatschappij Wilton-Fijenoord fusionierten. 1938 erwarben Wilton-Fijenoord und die Nachbarwerft Rotterdamsche Droogdok Maatschappij gemeinsam den Mitbewerber Machinefabriek en Scheepswerf van P. Smit Jr. vom Rotterdamer Geschäftsmann D.G. van Beuningen. Diese Werft wurde nicht eingegliedert, sondern als selbständiges Unternehmen weitergeführt.
Ein notorisches Problem der holländischen Werften war der Mangel an Schiffskonstrukteuren. Meist bauten sie die Entwürfe externer Konstruktionsbüros und entwarfen nur die Detailstrukturen bzw. stellten ihr Organisations- und Produktionswissen für den Bau zur Verfügung. Sie fungierten also als Auftragnehmer wechselnder Reedereien, nicht als Anbieter bestimmter Standardsschiffstypen. Darin gründet aber auch ihre Flexibilität. 1935 legten vier Werften, darunter Wilton-Fijenoord, kartellmäßig ihre Konstruktionsbüros zusammen, wozu auch der Druck der immer noch nicht überwundenen Weltwirtschaftskrise beitrug.
Im Zweiten Weltkrieg baute die Werft begonnene U-Boote der niederländischen Marine für die deutsche Kriegsmarine fertig. Zudem entstanden auf der Werft auch Minensuchboote und kleinere Kriegsschiffe sowie Hilfskriegsschiffe für das Deutsche Reich.
Nachdem die Rotterdamsche Droogdok Maatschappij am 4. März 1966  mit der Werft Koninklijke Maatschappij „De Schelde“ und der Motorenfabriek Thomassen zur Rijn-Schelde Machinefabrieken en Scheepswerven (RSMS) fusioniert waren, schloss sich Wilton-Fijenoord am 3. Juli 1968 auf Druck der Regierung dem Verbund an. Ebenfalls auf Regierungsdruck trat die in finanzielle Schieflage geratene Verolme Verenigde Scheepswerven (VVSW) aus Rotterdam zum 1. Januar 1971 der Gruppe bei, die daraufhin als Rijn-Schelde-Verolme Machinefabrieken en Scheepswerven (RSV) firmierte. Am 6. April 1983 ging die RSV in Konkurs.
Nach der Entflechtung des bankrotten Konzerns übernahm die Gemeente Schiedam das Werftgelände, der niederländische Staat ermöglichte neue Kredite und die Werft ging als Dok en Werf Maatschappij Wilton-Fijenoord BV mit einer übergeordneten Holding hervor. Nicht zuletzt dank mehrerer georderten Neubauten der Koninklijke Marine bestand die Werft fort. 1987 erwarb die Wilton-Fijenoord Holding zunächst die Reparaturwerft Vlaardingen-Oost Bedrijven (VOB) und einen Monat darauf die Werft Verolme Botlek. Doch schon im Februar 1988 schloss die Neubauabteilung der Werft. 1994 erwarb die Wilton-Fijenoord Holding auch die Werft Verolme Scheepswerf Heusden. Nachdem das Unternehmen 1998 erneut in finanzielle Schieflage geraten war, wurde sie ihrerseits von RDM Technology übernommen. Ein Jahr darauf fusionierte Wilton-Fijenoord mit der Reparaturwerft Yssel-Vliet-Combinatie zur Rotterdam United Shipyards und im Jahr 2003 übernahm die Damen Shipyards Group aus Gorinchem den Betrieb, zu dem sie bis heute gehört.